# Kriegerdenkmale (Bad Sulza)

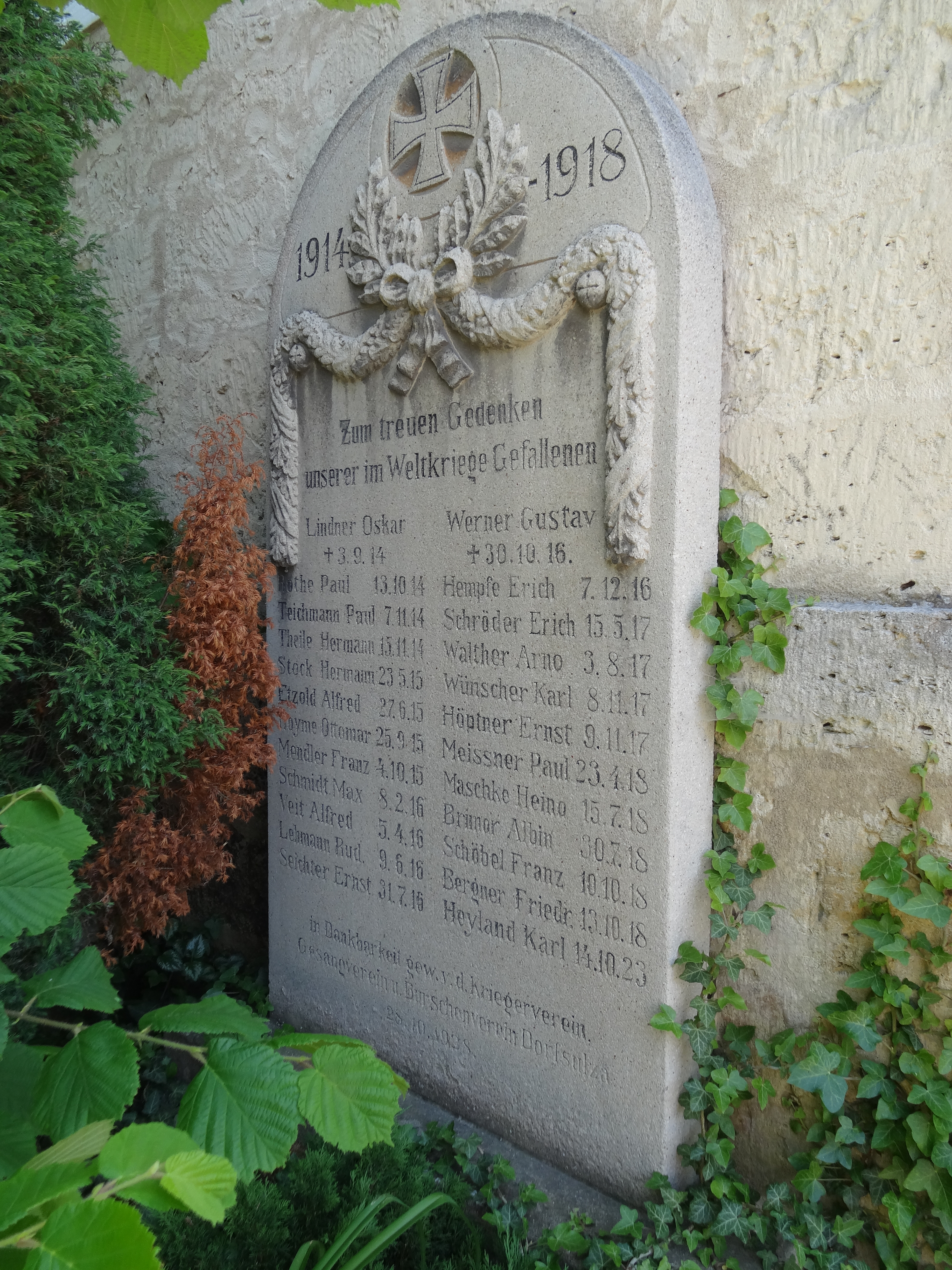
Kriegerdenkmal in Bad Sulza

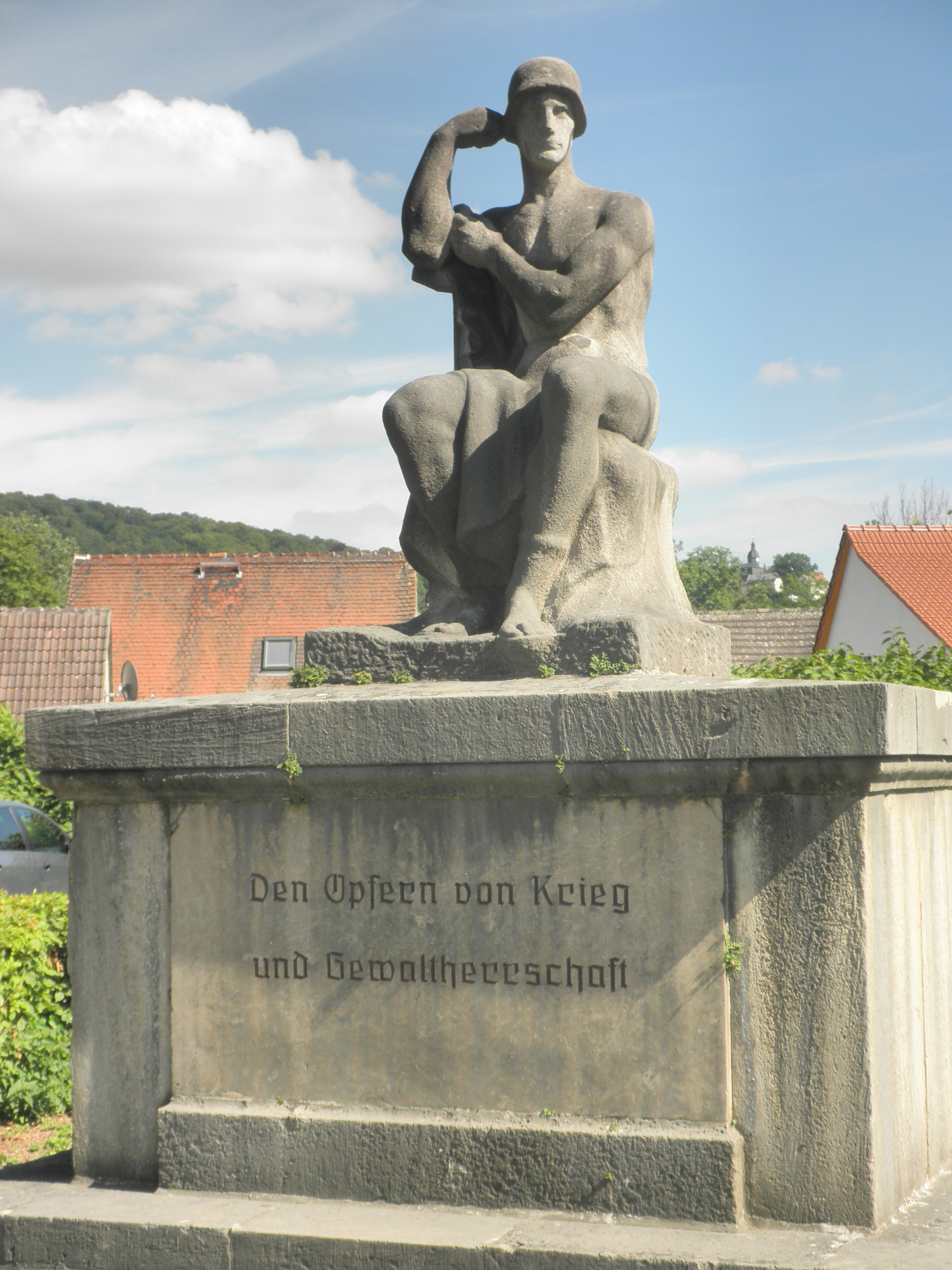
Kriegerdenkmal in Bad Sulza

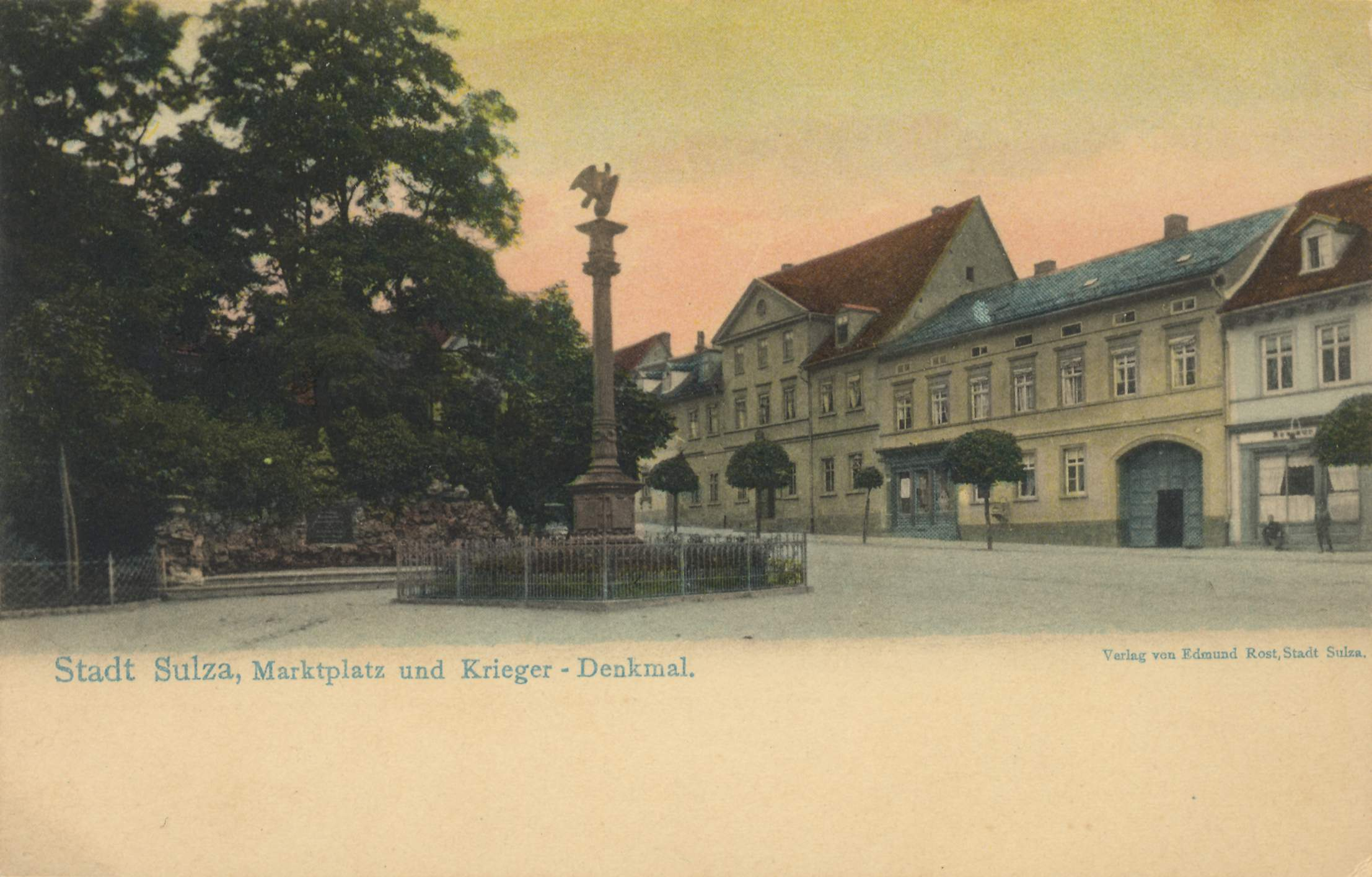
Kriegerdenkmal auf dem Marktplatz in Bad Sulza

Neben der römisch-katholischen Kirche St. Johannes Evangelist (Dorfsulza) in Bad Sulza, besser Dorfsulza, befindet sich ein Kriegerdenkmal für die Gefallenen des Ersten Weltkrieges. Das Denkmal, eine halbrund nach oben abschließende Tafel aus Kunststein, steht an der Kirchenwand. Das Eiserne Kreuz bekrönt eine Inschrift mit den Namen der im Ersten Weltkrieg Gefallenen aus Bad Sulza. Zwischen den Jahreszahlen 1914–1918 ist Eichenlaub, das von einer Girlande getragen wird. Laut Inschrift wurde das Denkmal 1926 gestiftet vom Kriegerverein, dem Gesangsverein und dem Burschenverein Dorfsulza. Das erhaltene Kriegerdenkmal steht nicht direkt auf der Liste der Kulturdenkmale in Bad Sulza, wohl aber die erwähnte Kirche.
Ein weiteres Denkmal – ein auf einem Sockel sitzender Krieger aus Freyburger Kalkstein – schufen 1925 Josef Heise aus Weimar und Franz P. Otto Heidelmann aus  Stadtsulza. Die jetzige Widmung ist jedoch nicht die originale. Heise schuf die Figur, Heidelmann den Sockel.
Daneben befand sich auf dem Marktplatz in Bad Sulza eine um 1900 entstandene mit einem Adler bekrönte Siegessäule, die wohl dem Deutsch-Französischen Krieg 1870/71 gewidmet war. Am Inhalatorium im Kurpark wurde ebenfalls ein Kriegerdenkmal in Form eines Obelisken errichtet. Diese beiden Kriegerdenkmale sind allerdings längst verschwunden.